# Широківський район
Широ́ківський райо́н — колишня адміністративно-територіальна одиниця на південному заході Дніпропетровської області України. Існувала 1923 — 17 липня 2020. В повному обсязі перейшов під оруду Криворізького району. Був південним приміським районом Кривого Рогу. У його центрі лежав Інгулецький район міста Кривий Ріг. Районний центр: Широке. З півночі на південь районом протікала річка Інгулець. Населення становило ▼ 27 286 (на 1.04.2016).
17 липня 2020 року було ліквідовано внаслідок адміністративно-територіальної реформи.

## Географія
Розташовувався на крайньому півдні області, межував з Великоолександрівським районом Херсонської області, з Казанківським районом Миколаївської області, з Криворізьким і Апостолівським районами Дніпропетровської області.

## Історія
Територія, на якій був розташований район, була заселена в глибокій давнині. Про це свідчать археологічні знахідки, виявлені під час розкопок стародавніх могил — курганів, яких на території Широківщини 99. У курганах знайдено захоронення, предмети побуту енеоліту, бронзової та ранньої залізної епохи та скіфського періоду. Широківщина — край козацький. Саме козацькі зимівники, які будувалися по річці Інгулець, перетворилися в майбутньому на великі поселення.
На козацькому кладовищі в с. Шестірня збереглося понад 100 надгробних хрестів, що височіють над могилами козаків, які проживали в селі. Перші поховання датовані XVIII сторіччям. Поряд із ним знайдені залишки однієї з найстаріших релігійних споруд на півдні Дніпропетровщини — церкви Різдва Пресвятої Богородиці. У 1991 році під час археологічних розкопок, які проводили криворізькі археологи, були знайдені печери, що вели від церкви до козацького кладовища.
Неподалік цього історичного місця знаходиться справжня степова перлина — Балка Кобильня. Яка являє собою унікальне поєднання природних утворень: карстовий рельєф, який утворився внаслідок перетворень, що відбувалися на землі 5 млн років тому, первісна степова рослинність. Тут знайдено значну кількість рослин, занесених до Червоної Книги. Серед них цимбохазма дніпровська, три види абсолютно унікальної ковили. Це місце знамените й тим, що тут знайдено сліди черняхівської культури (епоха пізньої бронзи), племена якої дали поштовх до розвитку древніх праслов'ян.
Зберегла свій первинний вигляд і сьогодні вражає величавою красою, архітектурними формами Свято-Успенська церква в с. Андріївка, збудована на початку 90-х років XIX ст., — складається враження, що споруда не зведена, а висічена з однієї велетенської скелі.
Під час розкопок в смт. Миколаївка, які проводили археологи Дніпропетровського національного університету та обласного центру охорони історико-культурних цінностей, було знайдено поховання засновника цього селища та сіл Андріївка, Забережжя, Радевичеве — козака Сіромахи. Унікальність поховання знахідки полягає в тому, що фактично, вперше на території України було знайдено поховання козацького старшини в дерев'яному склепі.

## Адміністративний поділ
Район адміністративно-територіально поділявся на 2 селищні ради та 9 сільських рад, які об'єднують 68 населених пунктів та підпорядковані Широківській районній раді. Адміністративний центр — смт Широке.
У 1923 році район стає складовою частиною Дніпропетровської області.
У 1963 році Широківський район було розформовано і приєднано до Апостолівського, а у 1965 році статус району відновлено. Територія району займає площу в 121473 га, з яких 94129 га — сільськогосподарські угіддя.

## Населення
Розподіл населення за віком та статтю (2001):
| Стать | Всього | До 15 років | 15-24 | 25-44 | 45-64 | 65-85 | Понад 85 |
| --- | ------ | ----------- | ----- | ----- | ----- | ----- | -------- |
| Чоловіки | 14 794 | 2858        | 2063  | 4358  | 3865  | 1584  | 66       |
| Жінки | 16 565 | 2657        | 1795  | 4163  | 4494  | 3130  | 326      |
| \| Статево-вікова піраміда \| Статево-вікова піраміда \| Статево-вікова піраміда \| \| ----------------------- \| ----------------------- \| ----------------------- \| \| Чоловіки \| Вік \| Жінки \| \| 66 \| 85 + \| 326 \| \| 73 \| 80-84 \| 343 \| \| 280 \| 75-79 \| 753 \| \| 561 \| 70-74 \| 1034 \| \| 670 \| 65-69 \| 1000 \| \| 1231 \| 60-64 \| 1510 \| \| 605 \| 55-59 \| 878 \| \| 922 \| 50-54 \| 1048 \| \| 1107 \| 45-49 \| 1058 \| \| 1198 \| 40-44 \| 1090 \| \| 1202 \| 35-39 \| 1089 \| \| 1016 \| 30-34 \| 1024 \| \| 942 \| 25-29 \| 960 \| \| 957 \| 20-24 \| 784 \| \| 1106 \| 15-20 \| 1011 \| \| 1256 \| 10-14 \| 1171 \| \| 914 \| 5-9 \| 870 \| \| 688 \| 0-4 \| 616 \| |        |             |       |       |       |       |          |
| Статево-вікова піраміда |        |             |       |       |       |       |          |
| Чоловіки | Вік    | Жінки       |       |       |       |       |          |
| 66 | 85 +   | 326         |       |       |       |       |          |
| 73 | 80-84  | 343         |       |       |       |       |          |
| 280 | 75-79  | 753         |       |       |       |       |          |
| 561 | 70-74  | 1034        |       |       |       |       |          |
| 670 | 65-69  | 1000        |       |       |       |       |          |
| 1231 | 60-64  | 1510        |       |       |       |       |          |
| 605 | 55-59  | 878         |       |       |       |       |          |
| 922 | 50-54  | 1048        |       |       |       |       |          |
| 1107 | 45-49  | 1058        |       |       |       |       |          |
| 1198 | 40-44  | 1090        |       |       |       |       |          |
| 1202 | 35-39  | 1089        |       |       |       |       |          |
| 1016 | 30-34  | 1024        |       |       |       |       |          |
| 942 | 25-29  | 960         |       |       |       |       |          |
| 957 | 20-24  | 784         |       |       |       |       |          |
| 1106 | 15-20  | 1011        |       |       |       |       |          |
| 1256 | 10-14  | 1171        |       |       |       |       |          |
| 914 | 5-9    | 870         |       |       |       |       |          |
| 688 | 0-4    | 616         |       |       |       |       |          |

За даними Головного управління статистики в Дніпропетровській області кількість населення в районі на 1 лютого 2011 року становила 28 094 осіб.

## Промисловість
Економічну основу району забезпечує аграрний сектор та промисловість. У районі 2 промислових підприємства, 117 соціальних об'єктів, 187 різних агроформувань, 56 організацій.
Найбільше підприємство району в галузі сільського господарства — ТОВ «Шестірня». Воно має 9014 га орної землі та найбільший по району автотранспортний парк.

## Транспорт
Територією району проходили такі автошляхи Н11, Н23, Р74, Т 0411, Т 0442, Т 0443 та Т 0447.
Районом проходить залізнична лінія Кривий Ріг-Головний — Інгулець та на північно-східній межі заходить лінія Кривий Ріг-Головний — Апостолове. Жодних залізничних станцій.
Зупинні пункти: 6 км, 21 км, 22 км та Полтавка-Криворізька.

## Соціальна сфера
У районі функціонує 20 шкіл, де навчаються майже 3,5 тис. учнів, 2 позашкільні заклади, 12 дитячих садків з 484 вихованцями. Свої знання дітям в школах передають 337 педагогів.
Для надання медичної допомоги населенню в районі працюють центральна районна лікарня, 6 лікарських амбулаторій, 26 ФАПів.
У районі діють 23 установи клубного типу, 25 бібліотек, районна школа мистецтв, в яких працюють 127 культпрацівників.

## Пам'ятки

### Пам'ятки природи
- Ландшафтний заказник Візирка
- Відслонення аркозових пісковиків

### Пам'ятки монументального мистецтва тощо
Докладніше: Пам'ятки Широківського району

## Персоналії
Голова партії "Всеукраїнське об'єднання «Громада» Павло Лазаренко народився 23 січня 1953 року в селі Карпівка Дніпропетровської області в сім‘ї садівника.
- Біднов Василь Олексійович — член Української Центральної Ради.
- EeOneGuy - відеоблогер.

## Політика
25 травня 2014 року відбулися Президентські вибори України. У межах Широківського району було створено 30 виборчих дільниць. Явка на виборах складала — 52,63 % (проголосували 12 142 із 23 071 виборців). Найбільшу кількість голосів отримав Петро Порошенко — 43,08 % (5 231 виборців); Юлія Тимошенко — 11,97 % (1 454 виборців), Олег Ляшко — 10,63 % (1 291 виборців), Сергій Тігіпко — 8,99 % (1 091 виборців), Михайло Добкін — 5,86 % (712 виборців). Решта кандидатів набрали меншу кількість голосів. Кількість недійсних або зіпсованих бюлетенів — 2,36 %.